# Saint-Paul-de-Vézelin
Saint-Paul-de-Vézelin korábbi község (település) Franciaországban, Loire megyében. 2019. január 1-jén Dancé és Amions községgel egyesült és delegált községként Vézelin-sur-Loire új község része lett.
Lakosainak száma 319 fő (2018. január 1.). Saint-Paul-de-Vézelin Cordelle, Amions, Dancé, Pinay, Saint-Georges-de-Baroille, Saint-Jodard és Saint-Priest-la-Roche községekkel határos.

## Népesség
A település népessége az elmúlt években az alábbi módon változott:
| Lakosok száma | 314  | 316  | 323  | 320  | 319  |
|               | 2013 | 2015 | 2016 | 2017 | 2018 |